# اسپیلته
اسپیلته (به فرانسوی: Espelette) یک کمون (فرانسه) در فرانسه است که در canton of Espelette واقع شده‌است. اسپیلته ۲۶٫۸۵ کیلومتر مربع مساحت دارد ۷۷ متر بالاتر از سطح دریا واقع شده‌است.